# Levi Kreis
Levi Kreis (Oliver Springs, 4 novembre 1981) è un attore e cantante statunitense.
Ha debuttato a Broadway nel 2010 con il musical Million Dollar Quartet, per cui ha vinto il Tony Award al miglior attore non protagonista in un musical. Nel 2014 è tornato a Broadway con il musical Violet, in cui ha recitato con Sutton Foster e Joshua Henry. Nel 2021 si unisce alla tournée statunitense del musical di Anaïs Mitchell Hadestown nel ruolo del dio Ermes.
È omosessuale ed è fidanzato con Jason Antone.